# Хочёмка
Хочёмка — река в России, протекает в Ступинском районе Московской области. Левый приток реки Каширки.
Берёт начало северо-восточнее деревни Ольхово. Течёт на запад через живописные берёзовые леса. Впадает в Каширку в 8 км от её устья, около деревни Хочёма. Длина реки составляет 11 км (по другим данным — около 10 км), площадь водосборного бассейна — 31,8 км².
Вдоль течения реки расположены населённые пункты Ольхово, Кабужское, Каменка, Сенькино, Кондрево, Лаптево и Хочёма.
По данным Государственного водного реестра России, относится к Окскому бассейновому округу. Речной бассейн — Ока, речной подбассейн — бассейны притоков Оки до впадения Мокши, водохозяйственный участок — Ока от города Серпухова до города Каширы.
Вдоль берегов речки Хочёмки располагались многочисленные помещичьи имения. В селе Кабужском находилось имение представителя старинного русского рода Н. П. Вечеслова, в сельце Сенькино располагалась усадьба помещицы М. М. Луниной, следы строения можно обнаружить и в наше время[когда?]. Вокруг сельца Лаптево находились сразу две усадьбы — Б. Н. Шешина и В. В. Векстерна, в деревне Хочёме стояла усадьба Ю. И. Карповой. В деревне Каменка располагалось имение В. М. Моргунова.